# Ostroveni (gmina)
Ostroveni – gmina w Rumunii, w okręgu Dolj. Obejmuje miejscowości Lișteava i Ostroveni. W 2011 roku liczyła 5062 mieszkańców.